# Stomphastis thraustica
Stomphastis thraustica là một loài bướm đêm thuộc họ Gracillariidae. Loài này có ở Cộng hòa Dân chủ Congo, Congo, Central African Republic, Ghana, Nigeria, Namibia, Zimbabwe, Nam Phi, Madagascar, Malaysia, Indonesia (Sulawesi, Java) và Ấn Độ (West Bengal, Karnataka). Gần đây, nó còn gặp ở Trung Quốc.
Ấu trùng ăn Jatropha species (bao gồm Jatropha curcas và Jatropha gossypifolia) và Sebastiana chamaelea. Chúng ăn lá nơi chúng làm tổ.